# British-European-Airways-Flug 200
Der British-European-Airways-Flug 200 (Flugnummer: BE200, aufgrund eines Codesharing auch Lufthansa-Flug 200, Flugnummer LH200) war ein internationaler Charterfrachtflug am 21. Januar 1967 vom Flughafen Manchester zum Flughafen Frankfurt, welcher durch die Fluggesellschaft Air Ferry für British European Airways und die Lufthansa durchgeführt wurde. Auf diesem Flug wurde die eingesetzte Maschine des Typs Douglas DC-4/C-54A-15-DC kurz vor der Landung auf dem Zielflughafen in den Wald geflogen. Bei dem Unfall kamen die beiden an Bord befindlichen Piloten ums Leben.

## Flugzeug
Das Flugzeug war eine 1944 während des Zweiten Weltkrieges als Militärversion C-54A-15-DC im Chicagoer Werk der Douglas Aircraft Company gebaute Douglas DC-4 mit der Werknummer 10359, die nach ihrer Endmontage mit dem militärischen Luftfahrzeugkennzeichen 42-72254 an die United States Army Air Forces (USAAF) ausgeliefert wurde. Nach ihrem Dienstende beim Militär wurde die Maschine in eine zivile DC-4 umgebaut und an die Trans Caribbean Airlines verkauft, bei welcher sie mit dem Luftfahrzeugkennzeichen N75415 in Betrieb ging. Zu einem späteren Zeitpunkt wurde sie an die Eastern Air Lines verleast, bei welcher sie unter der Flottennummer 502 in Betrieb war. Im Jahr 1954 erhielt die Seaboard & Western Airlines die Maschine und betrieb sie unter dem Taufnamen Geneva Airtrader. Am 22. November 1955 war die Maschine am Flughafen Gander in einen Zwischenfall verwickelt, bei dem sie die Landebahn überrollte und beschädigt wurde. Die DC-4 wurde daraufhin repariert. Im Jahr 1956 verkaufte die Seaboard & Western Airlines die Maschine an die Balair, bei welcher die DC-4 mit dem Luftfahrzeugkennzeichen HB-ILB in Betrieb ging. Die Maschine wurde bei der Fluggesellschaft bis 1963 betrieben und anschließend mit dem Kennzeichen N9760F auf Mary Herzog Stucki aus Zürich zugelassen. Schließlich ging die Maschine an die Air Ferry, bei welcher sie das Kennzeichen G-ASOG erhielt. Das viermotorige Langstreckenflugzeug war mit vier Sternmotoren des Typs Pratt & Whitney R-2000-2SD-13G Twin Wasp ausgestattet. Bis zum Zeitpunkt des Unfalls hatte die Maschine eine Gesamtbetriebsleistung von 35.500 Betriebsstunden absolviert.

## Insassen
Es befand sich lediglich eine zweiköpfige Besatzung an Bord der Maschine, diese setzte sich zusammen aus einem Flugkapitän und einem Ersten Offizier. Der 46-jährige Flugkapitän verfügte über eine Gesamtflugerfahrung in Höhe von 6.600 Stunden, wovon er 1.000 Stunden in Cockpits von Maschinen des Typs Douglas DC-4, 600 Stunden im Cockpit der DC-7C sowie 600 Stunden auf Nachtflügen absolviert hatte. Es fanden sich in den Aufzeichnungen keinerlei Hinweise darauf, dass der Flugkapitän den Flughafen Frankfurt jemals zuvor angeflogen hätte. Der Erste Offizier war 25 Jahre alt.

## Flugplan
Die Maschine befand sich auf einem nächtlich durchgeführten Frachtflug im Auftrag von Lufthansa und British European Airways vom britischen Flughafen Manchester. Es wurde ein Flugplan eingereicht, der einen Flug nach Instrumentenflugregeln über das Funkfeuer Congleton, die Luftwege Amber 1, Amber 2 und Blue 3, das Funkfeuer in Dover sowie den Luftweg Green 1 vorsah.

## Flugverlauf und Unfallhergang
Der Start sollte um 00:10 Uhr Ortszeit erfolgen. Aufgrund einer Fehlfunktion des Türwarners verzögerte sich der Abflug auf 01:19 Uhr. Die Piloten kontaktierten die Anflugkontrolle in Frankfurt um 05:02 Uhr Ortszeit. Den Piloten wurde die Anweisung gegeben, sich über dem Drehfunkfeuer von Frankfurt zu melden, sie erhielten außerdem einen QNH-Wert (Luftdruck bezogen auf Meereshöhe) von 1.018 mb mitgeteilt. Um 05:05 Uhr teilten die Piloten mit, dass sie das Funkfeuer von Frankfurt auf Flugfläche 60 überflogen hätten. Der Fluglotse erteilte den Piloten daraufhin die Anweisung, einen ILS-Anflug auf Landebahn 25R durchzuführen. Gegen 05:10 Uhr wurde den Piloten mitgeteilt, dass sie sich noch etwa acht nautische Meilen vor der Landebahnschwelle befanden. Sie wurden angewiesen, ihre Funkgeräte auf eine Frequenz von 118,7 MHz zu justieren und sich mit dem Kontrollzentrum in Verbindung zu setzen. Die Piloten befolgten die Anweisung und erhielten umgehend die Landefreigabe, außerdem erfuhren sie, dass Windstille herrschte. Der QFE-Wert (Luftdruck bezogen auf Flugplatzhöhe) wurde den Piloten zu keinem Zeitpunkt mitgeteilt. Um 5:13 Uhr Ortszeit und etwa zwei Minuten nach dem letzten Funkspruch streifte die auf einem Kurs von 260° befindliche Maschine in der Dunkelheit rund 2.700 Meter vor der Landebahn und 100 Meter links von der Anfluggrundlinie in einem Waldstück mehrere Bäume. Die Maschine bewegte sich auf einem Kurs von 280° weiter und streifte weitere Bäume, ehe sie zu Boden stürzte, auseinanderbrach und in Brand geriet. Beide Piloten wurden bei dem Unfall getötet.

## Ursache
Bei der Unfalluntersuchung wurde festgestellt, dass der Flug bis zu einer Entfernung von fünf bis sechs nautischen Meilen normal verlaufen war, erst danach sei die Maschine unter die Sicherheitsflughöhe abgesunken. Die Wetterverhältnisse hätten über dem erforderlichen Minimum gelegen. Forensische Untersuchungen ergaben, dass beiden Piloten zum Aufprallzeitpunkt in ihren Sitzen gesessen hatten und ihre Körper weder Anzeichen für eine Kohlenmonoxidvergiftung noch für einen Einfluss von Alkohol aufwiesen. Aufgrund der Verletzungen an den Händen der Piloten schlossen die Ermittler, dass die Maschine zum Zeitpunkt des Unfalls vom Ersten Offizier gesteuert worden war. Als Hauptursachen für den Verlust der Höhenorientierung der Piloten wurden eine falsche Einstellung der Höhenmesser sowie die zeitlich falsche Nutzung der Checkliste ermittelt. Die Piloten hätten die Höhenmesser nicht zu dem Zeitpunkt justiert, zu dem das Betriebshandbuch dies empfahl. Hierbei hätten die Piloten die Maschine versehentlich unter die Sicherheitsflughöhe absinken lassen. Die Höhenmesser hätten dagegen zum Zeitpunkt des Aufpralls eine Flughöhe angezeigt, welche 200 Fuß über der Sicherheitsflughöhe lag.